# Лукас Донт
Лу́кас Донт (Lukas Dhont; нар. 1991) — бельгійський кінорежисер і сценарист.

## Біографія
Лукас Донт здобув освіту в Королівській академії образотворчого мистецтва у Генті. У 2012 році дебютував як кінорежисер та сценарист короткометражним фільмом «Загублене тіло». У тому ж році він зняв короткометражний фільм «Шкіра скла» та написав сценарій для іншої короткометражки — «Повітря у моєму горлі».
У 2014 році Донт зняв короткометражний фільм «Нескінченний» (L'Infini) за який здобув премію за «Найкращий бельгійський короткометражний фільм» на кінофестивалі в Генті.
У 2018 році Лукас Донт дебютував повнометражним фільмом «Дівчина», який був представлений в конкурсній програмі «Особливий погляд» на 71-му Каннському міжнародному кінофестивалі та був відзначений «Золотою камерою» за найкращий дебютний фільм, Призом ФІПРЕССІ та премією «Queer Palm» за найкращий фільм ЛГБТ-тематики; виконавець головної ролі Віктор Полстер отримав премію «Особливого погляду» за найкращу акторську гру. У липні 2018 року стрічка брала участь в міжнародному конкурсі на 9-му Одеському міжнародному кінофестивалі у змаганні за Гран-прі — «Золотий Дюк».

## Фільмографія
| Рік  |           | Назва українською     | Оригінальна назва     | Режисер | Сценарист |
| ---- | --------- | --------------------- | --------------------- | ------- | --------- |
| 2012 | к/м       | Загублене тіло        | Corps perdu           | Так     | Так       |
| 2012 | док., к/м | Шкіра скла            | Skin of Glass         | Так     |           |
| 2012 | к/м       | Стрімголов            | Corps perdu           | Так     |           |
| 2012 |           | Повітря у моєму горлі | De Lucht in mijn Keel |         | Так       |
| 2014 | к/м       | Нескінченний          | L'Infini              | Так     | Так       |
| 2018 |           | Дівчина               | Girl                  | Так     | Так       |
| 2022 |           | Близько               | Close                 | Так     | Так       |

## Визнання
| Рік                                     | Категорія                                                                                              | Фільм                                  | Результат |
| --------------------------------------- | --- | -------------------------------------- | --------- |
| Гентський міжнародний кінофестиваль     | |                                        |           |
| 2012                                    | Найкращий фламандський студентський короткометражний фільм — спеціальне згадування (Найкращий режисер) | Загублене тіло                         | Перемога  |
| 2014                                    | Найкращий бельгійський короткометражний фільм                                                          | Нескінченний                           | Перемога  |
| Європейський кінофестиваль в Лез-Арк    | |                                        |           |
| 2017                                    | Приз TitraFilm                                                                                         | Дівчина                                | Перемога  |
| Каннський міжнародний кінофестиваль     | |                                        |           |
| 2018                                    | Приз «Особливий погляд»                                                                                | Дівчина                                | Номінація |
| 2018                                    | Золота камера за найкращий дебютний фільм                                                              | Дівчина                                | Перемога  |
| 2018                                    | Приз ФІПРЕССІ — Особливий погляд                                                                       | Дівчина                                | Перемога  |
| 2018                                    | Queer Palm                                                                                             | Дівчина                                | Перемога  |
| Єрусалимський міжнародний кінофестиваль | |                                        |           |
| 2018                                    | Приз ФІПРЕССІ                                                                                          | Дівчина                                | Номінація |
| Одеський міжнародний кінофестиваль      | |                                        |           |
| 2018                                    | Гран-прі «Золотий Дюк»                                                                                 | Дівчина                                | Номінація |
| 2018                                    | Найкращий фільм — Міжнародний конкурс                                                                  | Дівчина                                | Номінація |
| Європейський кіноприз                   | |                                        |           |
| 2018                                    | Найкращий європейський фільм                                                                           | Дівчина                                | Номінація |
| 2018                                    | Європейське відкриття року — Приз ФІПРЕССІ                                                             | Дівчина                                | Перемога  |
| Премія «Магрітт»                        | |                                        |           |
| 2019                                    | Найкращий фламандський фільм                                                                           | Дівчина                                | Перемога  |
| 2019                                    | Найкращий сценарій                                                                                     | Дівчина (спільно з Анджело Тійссенсом) | Перемога  |
| Премія «Люм'єр»                         | |                                        |           |
| 2019                                    | Найкращий франкомовний фільм                                                                           | Дівчина                                | Перемога  |
| Премія «Сезар»                          | |                                        |           |
| 2019                                    | Найкращий фільм іноземною мовою                                                                        | Дівчина                                | Номінація |